# دون ميلتون
دون ميلتون (بالإنجليزية: Don Milton)‏ هو لاعب دوري الرغبي أسترالي، ولد في 1923 في بانكستاون في أستراليا، وتوفي في 1974 في Cronulla, New South Wales ‏ في أستراليا.